# Alianza Social Patriótica
Alianza Social Patriótica es un partido político fundado por René Joaquino, un político indígena boliviano en 2004.

## Historia
El partido se creó en la ciudad de Potosí, cuando, Rene Joaquino, fue alcalde de dicha ciudad ya que con éxito ha logrado ocupar el gobierno municipal obteniendo el 65% en las urnas, por medio de los medios de comunicación como la radio y la televisión poco a poco hizo conocer su partido. Este partido está inspirado en los demás partidos de izquierda, como lo fue el Partido Socialista (PS) en Bolivia y el Movimiento al Socialismo liderada por el expresidente de Bolivia, Evo Morales.
La intención de este partido es establecer la igualdad de derechos en los ciudadanos bolivianos, en 2009 aunque en poca frecuencia se ha extendido hacia otros departamentos, aunque en el Departamento de Potosí obtuvo el segundo lugar después del Movimiento al Socialismo (MAS) de Evo Morales, también ha tenido un poco de crecimiento en los Departamentos de Oruro, Cochabamba, Chuquisaca y en la ciudad de El Alto, Departamento de La Paz. Tras la retirada de Joaquino de la alcaldía su partido fue la base principal para las elecciones presidenciales, al obtener entre el 2,31% ha logrado ingresar al parlamento con dos diputados.
Se perfila como el segundo y nuevo partido de izquierda, después del partido del presidente Evo Morales, Movimiento al Socialismo (MAS) en el parlamento, sin contar la presencia del Movimiento sin Miedo (exaliado del MAS) que legalmente no figura con representantes en le parlamento.

## Resultados electorales

### Presidenciales
|  | 2.31 % |

|  | 63.36 % |

|  | 19.86 % |

### Parlamentarias
|  | 2.31 % |

|  | 61.4 % |

|  | 19.86 % |

### Subnacionales
|  | 1.38 % |

|  | 0.51 % |